# Giovanni della Rovere

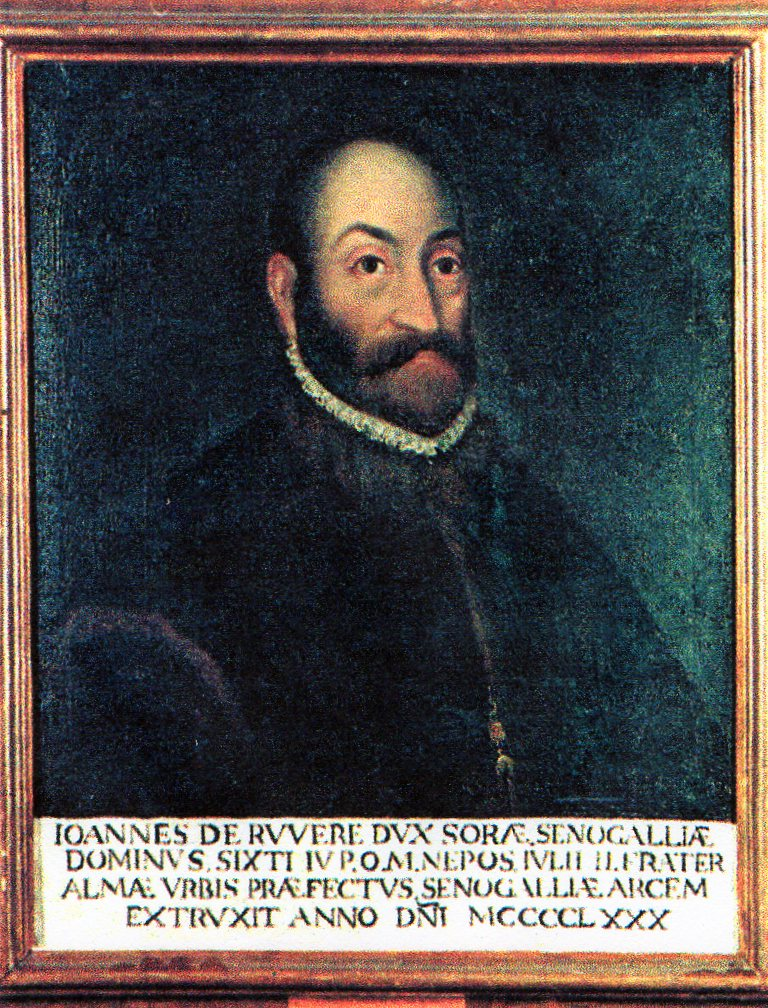
Giovanni della Rovere

Giovanni della Rovere (* 1457 in Albissola bei Savona; † 6. November 1501 in Senigallia) war Signore von Senigallia in den Marken.

## Herkunft
Giovanni della Rovere stammte aus einfachen Verhältnissen und wurde in Albissola in der Nähe von Savona geboren. Seine Eltern waren Raffaelo della Rovere und dessen Ehefrau Theodora Manerola. Die Wahl seines Onkels Francesco della Rovere zum Papst Sixtus IV. am 9. August 1471 veränderte das Schicksal der ganzen Familie: Giovannis Bruder Giuliano und sein Cousin Pietro Riario wurden zu Kardinälen erhoben. Giovanni, sein anderer Bruder Leonardo della Rovere und Cousin Girolamo Riario waren für weltliche Aufgaben vorgesehen. Leonardo wurde Präfekt von Rom und Herzog von Sora, Girolamo Herr von Imola und Forlì.

## Karriere
Giovanni wurde von seinem Onkel Papst Sixtus im Dezember 1475 zum Signore von Senigallia ernannt. In den folgenden Jahren kamen weitere Herrschaftsgebiete hinzu. Auch nach dem Tod seines Onkels Sixtus 1484 ging seine Karriere weiter, so war Giovanni von Ende 1485 bis 1487 Generalkapitän der heiligen römischen Kirche, ein Amt das dem Oberbefehl über die päpstlichen Truppen entsprach. 1499 wurde er Generalkapitän der Republik Florenz. An seine Herrschaft über Senigallia erinnert noch heute die Rocca Roveresca, eine Renaissancefestung nach Plänen von Baccio Pontelli und Luciano Laurana.

## Familie und Nachkommen
1474 heiratete er Giovanna da Montefeltro, Tochter Federico da Montefeltros und Battista Sforzas. Sie hatten folgende Kinder:
- Francesco Maria I. della Rovere, 1504 von seinem Onkel Guidobaldo da Montefeltro adoptiert, ab 1508 Herzog von Urbino
- Maria Giovanna (*Senigallia 1482; † Bologna 1538) verheiratet mit Venanzio da Varano und Galeazzo Riario
- Beatrice († 1513) Äbtissin des Klosters Santa Chiara in Urbino